# 微小跳盲蝽
微小跳盲蝽（学名：Halticus minutus）为盲蝽科跳盲蝽屬下的一个种。其种加词“minutus”意为“微小的”。